# フリックス
フリックス（英: FREEex）とは岡田斗司夫が2012年に設立した組織の呼称である。前身はオタキングex。

## 概要
実態としては岡田斗司夫（以下、岡田）の後援会である。ただし、以下のような説明をしており、いわゆる後援会とは異なる組織であるとしている。2010年に設立した前身オタキングexから名称変更。
作家・評論家・経営者である岡田のコンテンツを広めることを主な目的としている。
設立当初はコンテンツを無料提供していたが、岡田自身が「金曜ロードショーでトトロやナウシカが高視聴率なのは普段は有料でたまに無料であるから。もし無料で多くの人が閲覧するなら図書館は毎日満員のはず」という考えの基に、2010年以降の岡田のコンテンツ著作権は書籍の初版を除きFREEex外郭団体のみが利用できる。コンテンツを使用した団体は『フリラック印税』というコンテンツ使用料を支払い、FREEexメンバーに還元する。電子書籍・映像・イベントなどで印税率は異なる。貨幣経済社会から評価経済社会への移行促進も目的の一つであり、岡田の評価を利用し外郭団体は収入を得ている。
社員が社長へ給料を支払うシステムである。仕事をした社員はフリラック印税から社内通貨を通じて報酬を得られる。社内通貨は各団体ごとで発行される。これは団体各々の評価を表す指標になると考えられている。さらにプール金がある場合は毎月社員に配当金として公平に分配する予定である。社員は会費を支払うための収入源＝本業が必要となり、入会条件に「金銭的に余裕のある人物」であることが求められる。なお、2012年末には社員を上限150人と発表している。
2015年2月の時点で、組織は岡田斗司夫の手を離れ、久留茂が責任者となっている。

## メンバー構成
- 代表：久留茂
- メンバー：FREEexの参加者。社員とも呼ばれる。
- オーナー：お金を払ってFREEexのメンバーになったが、仕事も遊びもログインもしない人。
- スタッフ：「仕事または担当がある状態」「仕事がしたい・できる状態」のメンバー
- 見習：メンバーのうち、お仕事をしたいので、見習中の人。20時間分、直属四室のお仕事をこなし、申請すると、見習いがとれる。見習いが取れないと外郭での仕事はできない。
- 室長：直属四室（「秘書室」「フリラック室」「クラウド室」「宣伝室」）の責任者。各室に1名。
- 卒業生：メンバーを3年経験した人。卒業となり、年会費は不要になる。卒業後は外郭での仕事のみ継続できる。